# Pulau Panjang (Subi)
Pulau Panjang is een bestuurslaag in het regentschap Natuna van de provincie Riau-archipel, Indonesië. Pulau Panjang telt 481 inwoners (volkstelling 2010).